# Soběslav (stacja kolejowa)
Soběslav – stacja kolejowa w miejscowości Soběslav, w kraju południowoczeskim, w Czechach. Znajduje się na linii 202 Benešov – Czeskie Budziejowice, na wysokości 415 m n.p.m..  

## Linie kolejowe
- 220: Benešov – Czeskie Budziejowice